# 金帶英麗魚
金帶英麗魚為輻鰭魚綱鱸形目隆頭魚亞目慈鯛科的其中一種，分布於南美洲亞馬遜河流域，體長可達14公分，棲息在植被生長的泛濫水域，屬雜食性，主要以果實為食，可做為食用魚及觀賞魚。

## 擴展閱讀
維基物種上的相關：金帶英麗魚